# Gaillardbois-Cressenville
Gaillardbois-Cressenville era una comuna francesa situada en el departamento de Eure, de la región de Normandía, que el uno de enero de 2017 pasó a ser una comuna delegada de la comuna nueva de Val-d'Orger al unirse con la comuna de Grainville.

## Demografía
| Gráfica de evolución demográfica de Gaillardbois-Cressenville entre 1800 y 2014 |
|                                                                                 |

Los datos demográficos contemplados en este gráfico de la comuna de Gaillardbois-Cressenville se han cogido de 1800 a 1999 de la página francesa EHESS/Cassini, y los demás datos de la página del INSEE.